# Carlo Giuseppe Filippa della Martiniana
Carlo Giuseppe Filippa della Martiniana (ur. 19 czerwca 1724 w Turynie, zm. 7 grudnia 1802 w Vercelli) – włoski duchowny katolicki, kardynał, biskup Vercelli.
Święcenia kapłańskie przyjął 1 marca 1749 w Turynie. 25 maja 1757 został wybrany biskupem Saint-Jean-de-Maurienne. Sakrę przyjął 7 sierpnia 1757 w Turynie z rąk kardynała Vittorio Amedeo delle Lanze (współkonsekratorami byli kanonicy Giuseppe Maria Rotario i Felice Flossesco). 1 czerwca 1778 Pius VI wyniósł go do godności kardynalskiej. 12 czerwca 1779 objął biskupstwo Vercelli, na którym pozostał już do śmierci. Wziął udział w konklawe wybierającym Piusa VII.